# Уиндем-Ист-Кимберли
Уиндем-Ист-Кимберли (англ. Wyndham-East Kimberley) — графство в штате Западная Австралия, Австралия. Входит в состав округа Кимберли. Административный центр — город Кунунарра. Согласно оценочным данным 2011 год численность населения графства составляла 8164 человек.

## История
Округ Ист-Кимберли-Роуд (East Kimberley Road) был создан в 1887 году. В 1896 году он был переименован в Уиндем-Роуд (Wyndham Road). Официально Уиндем-Ист-Кимберли получил статус графства 1 июля 1961 года согласно закону о местном самоуправлении.

## Административное деление и власть
Административный центр графства первоначально располагался в городе Уиндем, а затем был перенесён в город Кунунарра. Офис Совета графства расположен в Уиндеме.
Уиндем-Ист-Кимберли относится к избирательному округу Кимберли.
На территории округа расположены следующие населённые пункты и местечки:
- Калумбуру
- Кунунарра
- Оомбулгурри
- Уиндем